# ミス・ユニバース2002
ミス・ユニバース2002（Miss Universe 2002、第51回ミス・ユニバース世界大会）は2002年5月29日にプエルトリコのサンフアンのロベルト・クレメンテ・コロシアムで開催された。この年は75か国の代表が競った。最後にロシアのオクサーナ・フョードロワが優勝し、プエルトリコのデニス・キニョネスから後継者として栄冠を授けられた。日本からは千葉美苗が出場した。フョードロワは4か月後にタイトルを剥奪され、第2位だったパナマのジャスティン・パセクがミス・ユニバースに昇格した。
司会者が生中継で優勝者を発表する前に伝統的に読み上げる免責条項の中で、ミス・ユニバースが在位中に義務を果たせなくなった時は第2位の者が昇格するということが説明されるが、実際にそうなったのは大会史上初めてである。CBSがミス・ユニバース大会を放送したのはこれが最後であった。翌年のミス・ユニバース大会以後はNBCがドナルド・トランプと共に大会の共同オーナーとなり、テレビ放送をするようになった。

## 最終結果

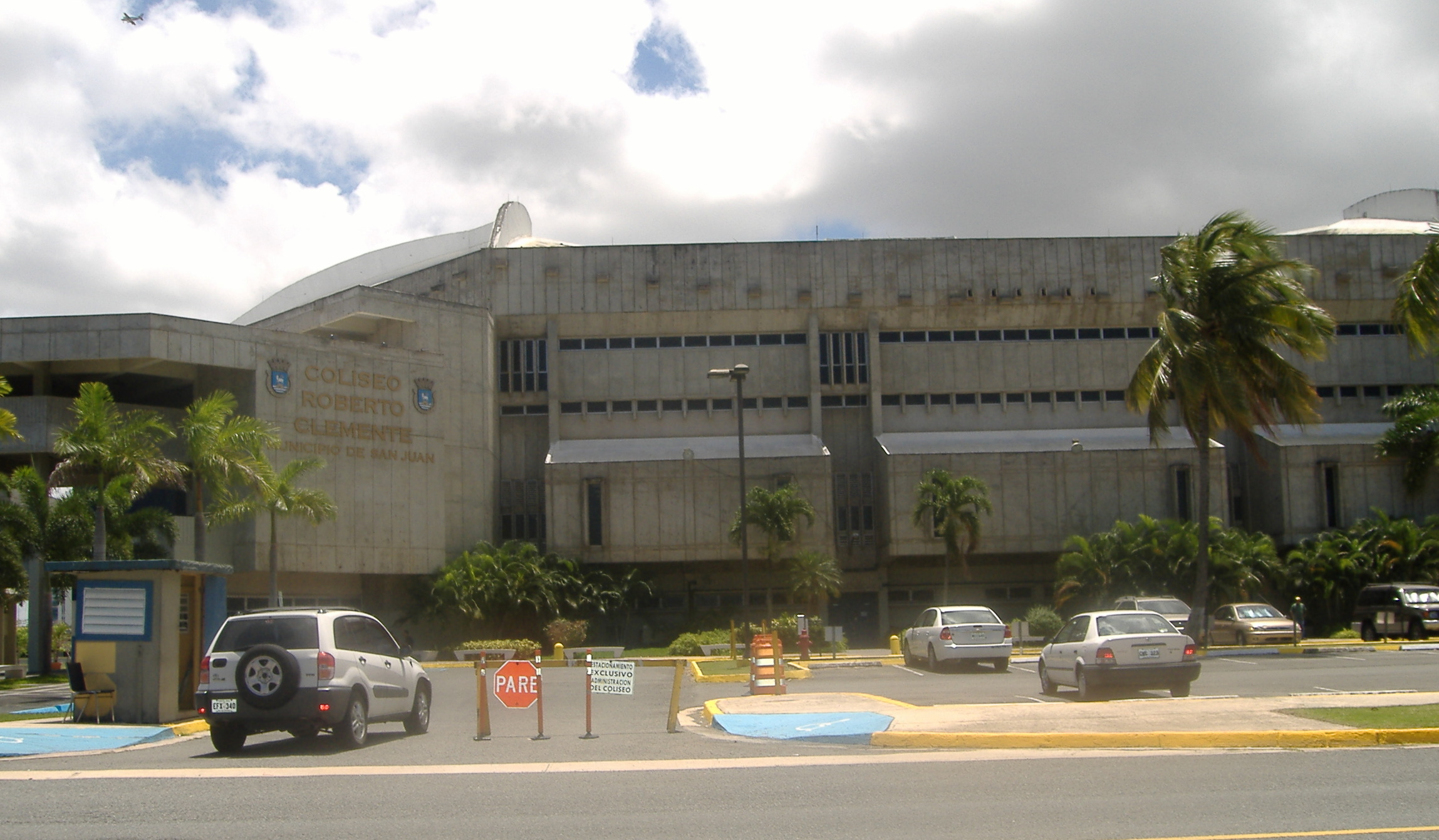
プエルトリコ・サンフアンのロベルト・クレメンテ・コロシアム

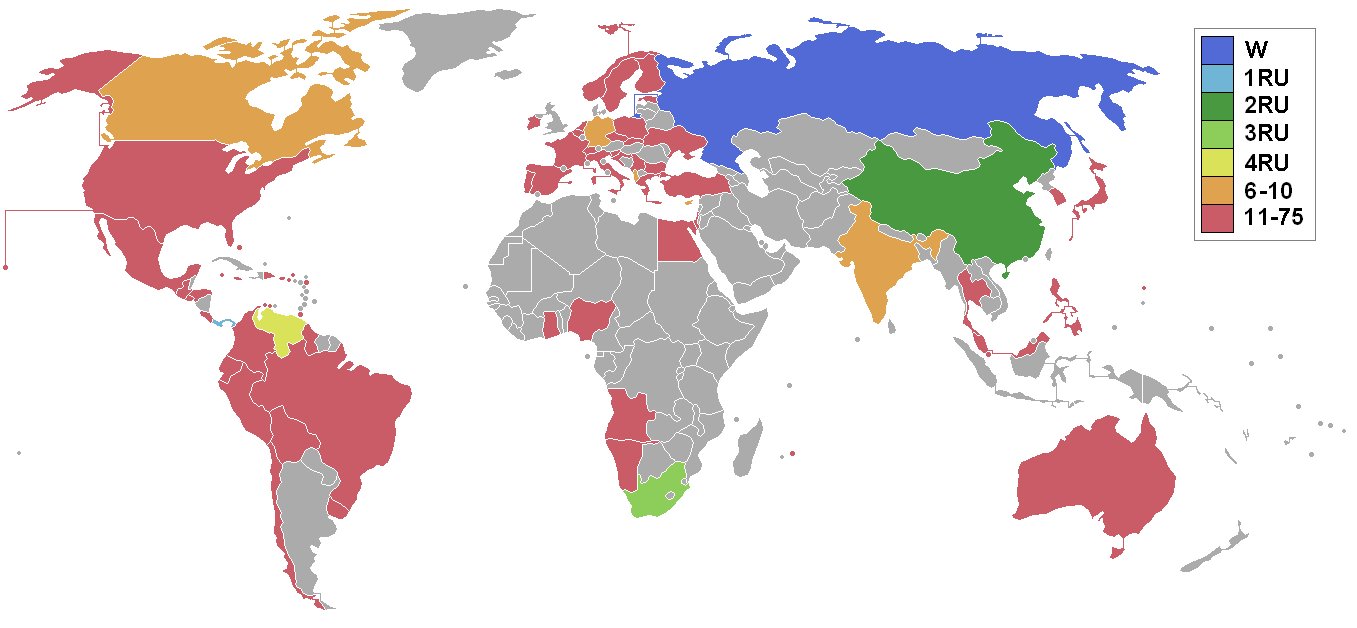
ミス・ユニバース2002の参加国・地域と最終結果

### 入賞者
| 最終結果             | 参加者 |
| -------------------- | --- |
| ミス・ユニバース2002 | - ロシア – オクサーナ・フョードロワ（Oxana Fedorova） (剥奪) |
| 第2位                | - パナマ – ジャスティン・パセク（Justine Pasek） (昇格) |
| 第3位                | - 中国 – 卓霊（Zhuo Ling） |
| 第4位                | - 南アフリカ – ヴァネッサ・カレイラ（Vanessa Carreira） |
| 第5位                | - ベネズエラ – シンシア・ランデル（Cynthia Lander） |
| トップ10             | - アルバニア – アニサ・コスピリ - カナダ – ニーラム・ヴァーマ - キプロス – デメトラ・エレフセリウー - ドイツ – ナターシャ・ベルガー - インド – ネーハー・ドゥピア |

### 特別賞
- アメリカ領ヴァージン諸島 - ミス・コンジニアリティ（マーリサ・ジョージ）
- プエルトリコ - ミス・フォトジェニック（アイシス・キャソルダック）
- コロンビア - ベスト・ナショナル・コスチューム（ヴァネッサ・メンドーサ）